# Pablo Bereciartua
Pablo José Bereciartua (La Plata, Buenos Aires, 27 de enero de 1971) es un ingeniero, académico y político argentino. Actualmente ocupa el cargo de ministro de Infraestructura y Movilidad de la Ciudad Autónoma de Buenos Aires. 
A comienzo del 2021 fue electo como Presidente del Centro Argentino de Ingenieros con mandato hasta el año 2024. Fue director general de Infraestructura del Gobierno de la Ciudad de Buenos Aires (2007-2009), subsecretario de Recursos Hídricos de la Nación (2015-2018) y secretario de Infraestructura y Política Hídrica de la Nación (2018-2019), dentro del Ministerio del Interior, Obras Públicas y Vivienda. Ha ejercido como profesor e investigador en varias instituciones públicas y privadas de Argentina y el exterior.
Actualmente, además, se desempeña como Presidente del Comité Directivo de la Asociación Mundial para el Agua (GWP por sus siglas en inglés), una red de más de 3000 organizaciones en 183 países que promueve políticas públicas y procesos de innovación y cambio relacionados con la gestión de los recursos hídricos.
Es autor de numerosos artículos y publicaciones académicas: En 2006 publicó Desafíos de los Sistemas Nacionales de Innovación (Innovación para el Crecimiento Socioeconómico y el Desarrollo Sostenible), mientras que en agosto de 2018 publicó su último libro Bases para una política pública de Agua y Saneamiento en Argentina.

## Trayectoria profesional
Es Ingeniero Civil, Ingeniero en Transporte e Ingeniero Hidráulico por la Universidad Nacional de La Plata (UNLP). 
Al terminar sus estudios de grado realizó estudios de posgrado en UNESCO-IHE Delft, Holanda, en la Universidad de California en Berkeley, y en la Universidad de Yale, Estados Unidos. Universidad de San Andrés
Su actividad política, profesional y académica incluye temas relacionados con la planificación, el desarrollo de infraestructuras y su impacto en el desarrollo regional y medioambiente. Ha recibido múltiples reconocimientos por su actividad. En el año 2009 recibió el premio "Ing. Antonio Marín" y en el 2017 el premio "Ing. Enrique Butty" otorgados por la Academia Nacional de Ingeniería de la Argentina. 
En 2003 fue seleccionado por la Fundación Eisenhower para participar de un programa en Estados Unidos donde desarrolló una investigación sobre modelos de competitividad, crecimiento económico y desarrollo regional. Un año después, en 2004, fue fellow en temas de ambiente y cambio global de IIASA, el International Institute of Applied Systems Analysis de Viena, Austria. Durante 2015, participó en el programa de liderazgo, Yale World Fellows, de la Universidad de Yale.
Como docente, fue codirector y profesor del curso internacional de posgrado Gestión Integrada de los Recursos Hídricos organizado por la UBA y el Instituto Argentino de Recursos Hídricos entre 2000 y 2012. También dio clases entre el 2010 y el 2014 en el curso Gestión Ambiental del Agua en Ciudades, de la Maestría en Hidráulica Urbana en la Facultad de Ingeniería de la Universidad de Buenos Aires (UBA) y dirigió el posgrado de Gestión Ambiental Urbana y de los Recursos Hídricos. Es miembro del consejo asesor del Instituto de Innovación del Clima de Europa y miembro del directorio global de la Alianza Mundial del Agua (Global Water Partnership - GWP).
Desde 2009, es profesor regular, por concurso, en la Facultad de Ingeniería de la Universidad de Buenos Aires. Tiene bajo su responsabilidad la materia El Futuro de la Infraestructura. Esta materia ha sido seleccionada en 2014 como parte de la Cátedra Unesco en Ecohydrology: Water for Ecosystems And Societies.
Se desempeñó como decano de la Escuela de Ingeniería y Gestión del Instituto Tecnológico de Buenos Aires (ITBA) entre los años 2009 y 2014.
Es presidente del Centro Argentino de Ingenieros (CAI), y director y fundador del Centro de Estudios Estratégicos para el Desarrollo Sostenible (CEEDS) junto con los ingenieros Conrado Bauer, Máximo Fioravanti, Gastón Cossettini, el economista Horacio Costa y el físico nuclear Mario Mariscotti. Desde este organismo ha publicado un estudio comparando los Sistemas Nacionales de Innovación de Argentina y Brasil, en conjunto con el Centro de Gestao e Estudos Estrategicos do Brasil.
Es miembro del Instituto del Transporte de la Academia Nacional de Ingeniería focalizando su participación en movilidad sostenible, descarbonización del transporte e innovación en sistemas urbanos de movilidad. Sin embargo, durante su gestión como ministro de Infraestructura de la Ciudad de Buenos Aires se inició el desmantelamiento de la red de ciclovías de la misma.

## Cargos en la administración pública
Entre 2007 y 2009 fue director general de Infraestructura del Gobierno de la Ciudad de Buenos Aires, durante la primera gestión de Mauricio Macri como Jefe de Gobierno porteño. Luego de su renuncia se alejó del sector público hasta 2015.
El 10 de diciembre de 2015 fue nombrado subsecretario de Recursos Hídricos de la Nación, dentro del Ministerio del Interior, Obras Públicas y Vivienda, cargo que ocupó hasta principios de 2018.

### Secretario de Infraestructura y Política Hídrica
Se desempeñó como secretario de Infraestructura y Política Hídrica hasta el 10 de diciembre de 2019 y fue responsable de la implementación del denominado Plan Nacional del Agua (PNA). Presidió, en el mismo lapso, la Agencia de Planificación del Agua (APLA) y fue miembro del Directorio de ACUMAR, donde representó al Poder Ejecutivo Nacional ante la Autoridad de Cuenca Matanza Riachuelo desde 2016. Durante este período, se creó el programa Nuevas Áreas de Riego, para expandir la frontera agropecuaria incorporando hasta 1 millón de hectáreas a la producción agrícola.. Entre las obras iniciadas en ese periodo se destaca la readecuación del canal San Antonio en el límite de Córdoba y Santa Fe que implicó el trabajo sobre más de 600 kilómetros de canalización con impacto directo en más de 600.000 hectáreas productivas.
En el marco de su gestión desde la Secretaría de Infraestructura y Política Hídrica, tuvo a cargo la empresa estatal AySA desde donde se comenzaron a ejecutar las obras del Sistema Matanza Riachuelo para dotar de cloacas y saneamiento a más de 4 millones de personas del Área Metropolitana y el Sistema de Agua Sur para mejorar la producción, distribución y abastecimiento en la Zona Sur del AMBA incluyendo un emisario submarino de más de 11 kilómetros de longitud dentro del Río de la Plata a la altura de Dock Sud donde también se construía la planta de pretratamiento de efluentes.
En 2018 presentó el proyecto de "Canal Continental", un proyecto de 600 kilómetros de extensión para crear un nuevo corredor logístico entre Arroyito y Catriló que incluía un nodo multimodal que conecte el canal con el puerto de Bahía Blanca vía ferrocarril. El proyecto incluía una cinta logística que para ofrecer a los privados zona de acopios para que incremente el potencial de carga. Además del asunto logístico el Canal Continental contemplaba el manejo de excedentes y escasez hídrica y el potencial uso para riego artificial.

### Ministro de Infraestructura y Movilidad
El 10 de diciembre de 2023 asumió como Ministro de Infraestructura de la Ciudad de Buenos Aires desde donde impulsó un conjunto de obras de infraestructura para mejorar la movilidad en la capital del país. Hacia fines de 2024 anunció la licitación de la línea F de subterráneo, la primera que se construiría en la ciudad después de 25 años y dos líneas de trambuses. Priorizando la electrificación del transporte público de pasajeros lanzó la primera línea eléctrica de colectivos que unirá Parque Lezama con Retiro conectando el casco histórico de la ciudad. En materia de obras públicas, durante su gestión se inició la puesta en valor del Centro Cultural San Martín y la transformación de la autopista Dellepiane en una nueva autopista parque incluya nuevas colectoras, obras de arte y carriles centrales exclusivos para transporte público.
También ha marcado la necesidad de avanzar y completar la autonomía de la ciudad en aspectos como la transferencia del Puerto de Buenos Aires y los ferrocarriles urbanos.

## Controversias
Desde Acumar llevó a cabo recortes y despidos. Desde el Municipio de Avellaneda, advirtieron que se han dejado de llevar a cabo las tareas de saneamiento, limpieza y mantenimiento en los márgenes, arroyos y canales del Arroyo Sarandí y del Riachuelo.
 A su vez a través de la acumar autorizó a verter al Riachuelo siete sustancias contaminantes prohibidas desde hace años entre ellas elementos tóxicos, como aldrin, clordano y dieldrín. Durante su gestión se produjeron fuertes inundaciones en el interior bonaerense y la provincia de La Pampa viéndose 8 millones de hectáreas afectadas y más de 14 millones de cabezas de ganado.
Durante su gestión como Subsecretario de Recursos Hídricos de la Nación la Argentina llegó a tener 14 provincias en emergencia hídrica. Fue citado en la Corte Suprema por las causas de La Picasa, El Atuel y Portezuelo del Viento.  
El gobernador de La Pampa, Carlos Verna, lo acusó por cierta parcialidad manifiesta a favor de la provincia de Mendoza en los conflictos que ambas provincias mantienen por el uso del río Atuel y la posible realización de la presa Portezuelo del Viento. A pesar de que la provincia de La Pampa insiste en que la presa afectaría la zona, el actual secretario se ha mostrado a favor de realizarla. 
Recientemente, el gobernador Verna también ha manifestado que la reciente licitación de la presa El Tambolar (en San Juan), impulsada por Bereciartua, podría afectar negativamente a la cuenca del Desaguadero. Durante su gestión también anunció la construcción de la presa Chihuido en la provincia de Neuquén para generar más de 600 MWs pero la obra no pudo iniciarse por complicaciones macroecónomicas y de acceso al financiamiento en 2018.  
Si bien durante su gestión se incorporaron 9 partidos del Área Metropolitana de Buenos Aires a la concesión de AySA, Bereciartua fue el funcionario que firmó la resolución para aumentar la tarifa en las facturas del servicio de agua potable y cloacas. El incremento en las tarifas superó el 450 %.
En su gestión como Ministro de Infraestructura y Movilidad organizaciones de ciclistas presentaron reclamos judiciales al programa de mejoramiento de ciclovías y vecinos de Villa Lugano presentaron amparos para evitar la construcción del paso bajo nivel Larrazábal.